# Maronesa
La maronesa es una raza vacuna autóctona del norte de Portugal, de gran rusticidad. Posee un pelaje oscuro casi negro, y es utilizada para el trabajo en el campo.
Considerada una raza primitiva por sus características morfológicas y genéticas, algunos la consideran ideal para conseguir una nueva recreación de los extintos uros; los actuales toros de los Heck no presentan para algunos científicos las características adecuadas, siendo necesario un nuevo cruce con razas como la propia maronesa, las enanas de Córcega y Turquía, la sayaguesa, el toro bravo y el de la Camarga.